# Lymantria concolor
Lymantria concolor is een vlinder uit de familie van de spinneruilen (Erebidae), onderfamilie donsvlinders (Lymantriinae). De wetenschappelijke naam van de soort is voor het eerst geldig gepubliceerd in 1855 door Walker.
Het mannetje heeft een voorvleugellengte van 22 tot 24 millimeter, het vrouwtje ongeveer 33 millimeter. Zowel soorten eik als fruitbomen worden gebruikt als waardplanten.
De soort komt voor in het noordelijk deel van het Oriëntaals gebied.